# ميل روزنبرغ
ميل روزنبرغ (بالعبرية: מל רוזנברג‏) هو عالم أحياء دقيقة إسرائيلي وكندي، ولد في 12 نوفمبر 1951 في وينيبيغ في كندا.

## وصلات خارجية
- الموقع الرسمي
- ميل روزنبرغ على موقع IMDb (الإنجليزية)